# Conistra conspicua
Conistra conspicua là một loài bướm đêm trong họ Noctuidae.